# David Martín García
David Martín García (Segovia, España; 27 de agosto de 1992) es un futbolista español. Juega de delantero y su equipo actual es el UE Santa Coloma de la Primera División de Andorra.

## Trayectoria
Martín comenzó su carrera en las inferiores del CD Quintanar Segovia, club de su ciudad natal, y en 2010 entró a la cantera del Numancia, siendo integrado a su equipo B. Debutó en el primer equipo del Numancia el 17 de marzo de 2013 en la victoria por 3-1 sobre el Elche CF en la Segunda División.
El 22 de julio de 2014, Martin fue cedido al Tudelano de la Segunda División B. Tras un año, dejó el Numancia y fichó en el Barakaldo. Desde ese año, continuó su carrera en el tercer nivel español.

## Estadísticas
Actualizado al último partido disputado el 3 de septiembre de 2023.
| Club                      | Div.          | Temporada     | Liga  | Liga  | Copas nacionales | Copas nacionales | Copas internacionales | Copas internacionales | Total | Total |
| Club                      | Div.          | Temporada     | Part. | Goles | Part.            | Goles            | Part.                 | Goles                 | Part. | Goles |
| ------------------------- | ------------- | ------------- | ----- | ----- | ---------------- | ---------------- | --------------------- | --------------------- | ----- | ----- |
| Numancia · España         | 2.ª           | 2012-13       | 4     | 0     | —                | —                | —                     | —                     | 4     | 0     |
| Numancia · España         | 2.ª           | 2013-14       | 4     | 0     | 1                | 0                | —                     | —                     | 5     | 0     |
| Numancia · España         | Total club    | Total club    | 8     | 0     | 1                | 0                | 0                     | 0                     | 9     | 0     |
| Tudelano · España         | 3.ª           | 2014-15       | 24    | 0     | —                | —                | —                     | —                     | 24    | 0     |
| Tudelano · España         | Total club    | Total club    | 24    | 0     | 0                | 0                | 0                     | 0                     | 24    | 0     |
| Barakaldo · España        | 3.ª           | 2015-16       | 35    | 4     | 4                | 0                | —                     | —                     | 39    | 4     |
| Barakaldo · España        | 3.ª           | 2016-17       | 27    | 1     | 1                | 0                | —                     | —                     | 28    | 1     |
| Barakaldo · España        | Total club    | Total club    | 62    | 5     | 5                | 0                | 0                     | 0                     | 67    | 5     |
| Burgos CF · España        | 3.ª           | 2017-18       | 36    | 1     | —                | —                | —                     | —                     | 36    | 1     |
| Burgos CF · España        | Total club    | Total club    | 36    | 1     | 0                | 0                | 0                     | 0                     | 36    | 1     |
| CD Badajoz · España       | 3.ª           | 2018-19       | 39    | 6     | —                | —                | —                     | —                     | 39    | 6     |
| CD Badajoz · España       | Total club    | Total club    | 39    | 6     | 0                | 0                | 0                     | 0                     | 39    | 6     |
| Rayo Majadahonda · España | 3.ª           | 2019-20       | 18    | 0     | 2                | 0                | —                     | —                     | 20    | 0     |
| Rayo Majadahonda · España | Total club    | Total club    | 18    | 0     | 2                | 0                | 0                     | 0                     | 20    | 0     |
| FC Andorra · España       | 3.ª           | 2020-21       | 24    | 0     | 1                | 0                | —                     | —                     | 25    | 0     |
| FC Andorra · España       | 3.ª           | 2021-22       | 23    | 2     | —                | —                | —                     | —                     | 23    | 2     |
| FC Andorra · España       | Total club    | Total club    | 47    | 2     | 1                | 0                | 0                     | 0                     | 48    | 2     |
| Algeciras · España        | 3.ª           | 2022-23       | 30    | 1     | —                | —                | —                     | —                     | 30    | 1     |
| Algeciras · España        | 3.ª           | 2023-24       | 2     | 0     | —                | —                | —                     | —                     | 2     | 0     |
| Algeciras · España        | Total club    | Total club    | 32    | 1     | 0                | 0                | 0                     | 0                     | 32    | 1     |
| Total carrera             | Total carrera | Total carrera | 266   | 15    | 9                | 0                | 0                     | 0                     | 275   | 0     |

## Palmarés

### Títulos nacionales
| Título                | Club       | País   | Año               |
| --------------------- | ---------- | ------ | ----------------- |
| Primera División RFEF | FC Andorra | España | 2021-22 (Grupo 2) |